# Seward
Seward és un quartet català de música rock, format per, veu, banjo, guitarra acústica, bateria i percussions, guitarra, artefactes sonors i contrabaix. Es van formar el 2012 i han tocat a festivals com el Primavera Sound, el Barcelona Acció Musical, el Primavera Club i a nivell internacional el Canadian Music Week de Toronto, el South By Southwest d'Austin, The Great Escape de Brighton o el Vive Latino. El seu àlbum Home va ser parcialment coproduït per Matt Pence (Centro-Matic, South San Gabriel, Micah P. Hinson, American Music Club, Midlake...) a Denton, Texas.

## Àlbums
- Home: Chapter One (2011)
- Home Was A Chapter Twenty Six (2014)
- Second Two: Chapter Home (2015)[2]